# Carl Scheele

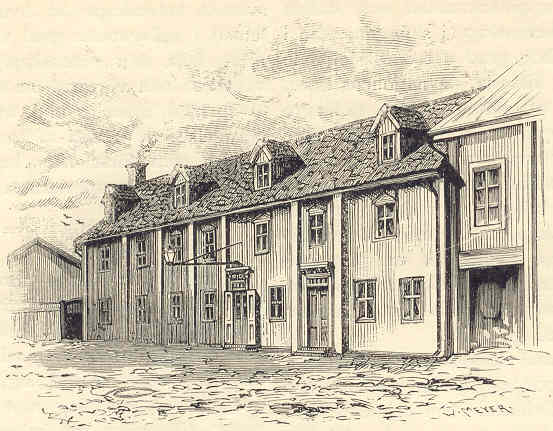
La casa di Scheele e la sua farmacia a Köping

Carl Wilhelm Scheele (Stralsund, 9 dicembre 1742 – Köping, 21 maggio 1786) è stato un chimico svedese.

## Biografia
Iniziò i suoi studi di chimica lavorando in una piccola farmacia, poi tra i suoi maestri ebbe lo svedese Torbern Olof Bergman. Nel 1775 comprò una farmacia a Köping e divenne membro dell'Accademia reale svedese delle scienze di Stoccolma. La sua dedizione e la sua curiosità nel voler penetrare i segreti della natura gli furono fatali: scomparve infatti all'età di soli 43 anni, dopo aver assaggiato e respirato per anni elementi e composti chimici altamente tossici.
Nella sua farmacia fece molti esperimenti, che gli permisero di isolare l'ossigeno e studiare il suo comportamento nella combustione. Scheele scoprì inoltre il tungsteno, il molibdeno, l'azoto, il cloro (per azione dell'acido cloridrico sul diossido di manganese) e il manganese. 
Studiò le proprietà di acido lattico, acido cianidrico, acido gallico, acido fluoridrico, acido citrico e acido malico. Riuscì a preparare molti nuovi composti, tra cui il solfuro di idrogeno, l'acido arsenico, l'arsenito di rame (detto verde di Scheele), il glicerolo e l'acido tartarico.
Nel 1778 scoprì il minerale chiamato in suo onore scheelite.

## Opere

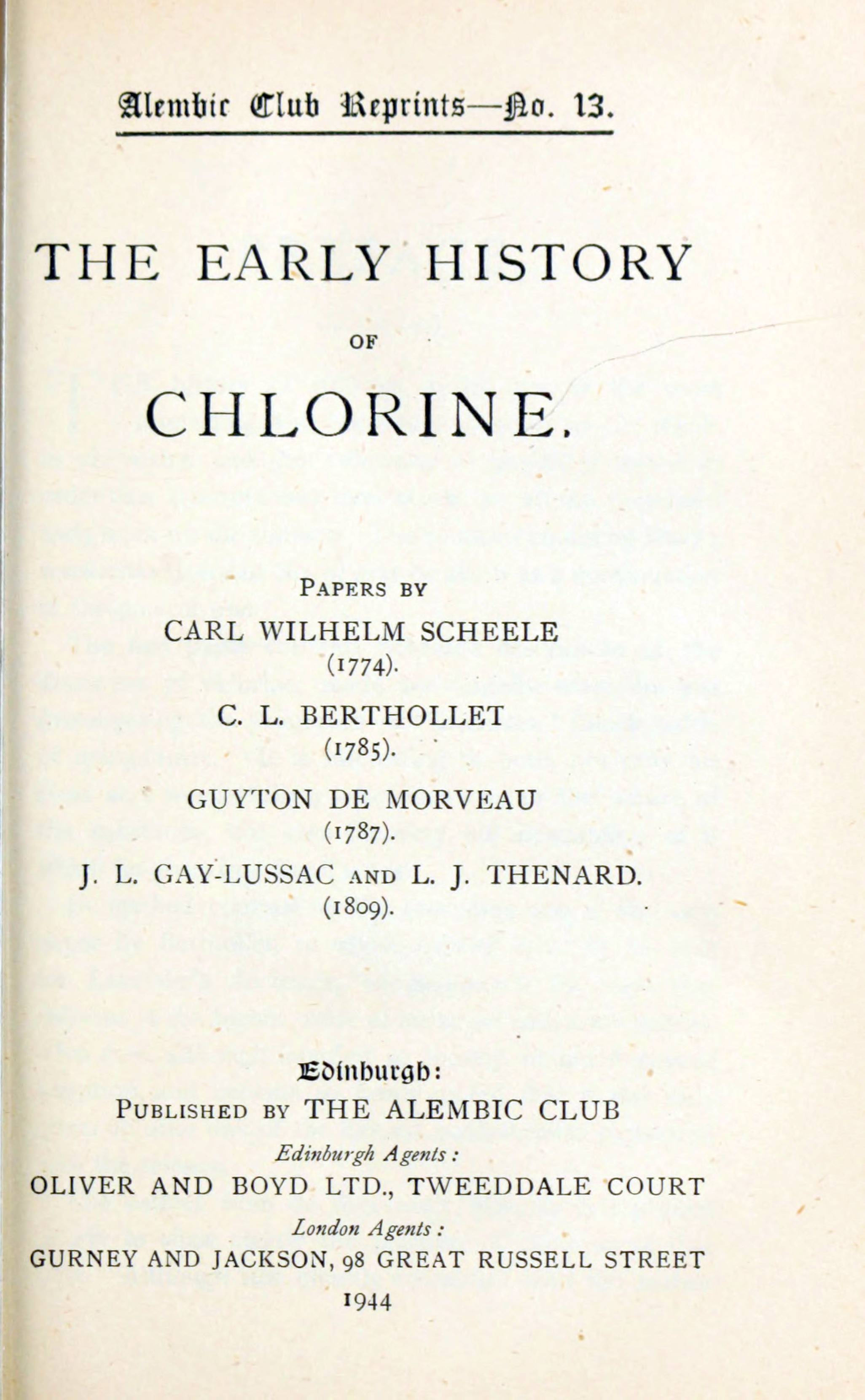
Early history of chlorine, 1944

- (DE) Sämmtliche physische und chemische Werke, vol. 1, Berlino, Rottmann, 1793.
- (DE) Sämmtliche physische und chemische Werke, vol. 2, Berlino, Rottmann, 1793.
- (EN) Early history of chlorine, Edinburgh, Alembic Club, 1944.